# История Тобольска
Тобо́льск — город в Тюменской области (в составе Российской Федерации). В XVI—XVII веках центр  Тобольского разряда. В XVIII веке центр Сибирской губернии, затем до XX века город являлся центром Тобольской губернии.

## Предыстория
В Сибирь русские пришли ещё в XI веке, когда новгородцы проникли в низовья Оби для торговли с местными югорскими племенами. В грамотах XIII века Югорская земля значилась в числе волостей Великого Новгорода. После утраты его независимости владения феодальной республики отошли к Москве, в том числе Печорский край и Югра. Великий князь Московский Иван III присвоил себе титул «князя Кондинского и Обдорского».
Однако закрепление русского государства в Сибири началось позже, когда его границы вплотную приблизились к Уралу и соприкоснулись с Сибирским ханством — осколком Золотой Орды, где власть оспаривали потомки одного из братьев Батыя — Шейбани-хана и представители местного татарского рода Тайбугинов. Правители этого рода Едигер и Бекбулат искали поддержки у Москвы и в 1555 году признали своё подчинение. Однако в 1563 году власть в столице Сибирского ханства — Кашлыке (иначе Сибирь, Искер) захватил хан Кучум. Он порвал вассальные отношения с Московским царством, а потом перешёл и к открытой вражде.
Ближайшими к его землям были владения русских солепромышленников и купцов Строгановых, простиравшиеся от Камы до верховьев Туры, Лозьвы и Южной Сосьвы. Строгановым было разрешено ставить укреплённые городки и остроги, принимать на службу свободных крестьян и казаков.

## Появление города

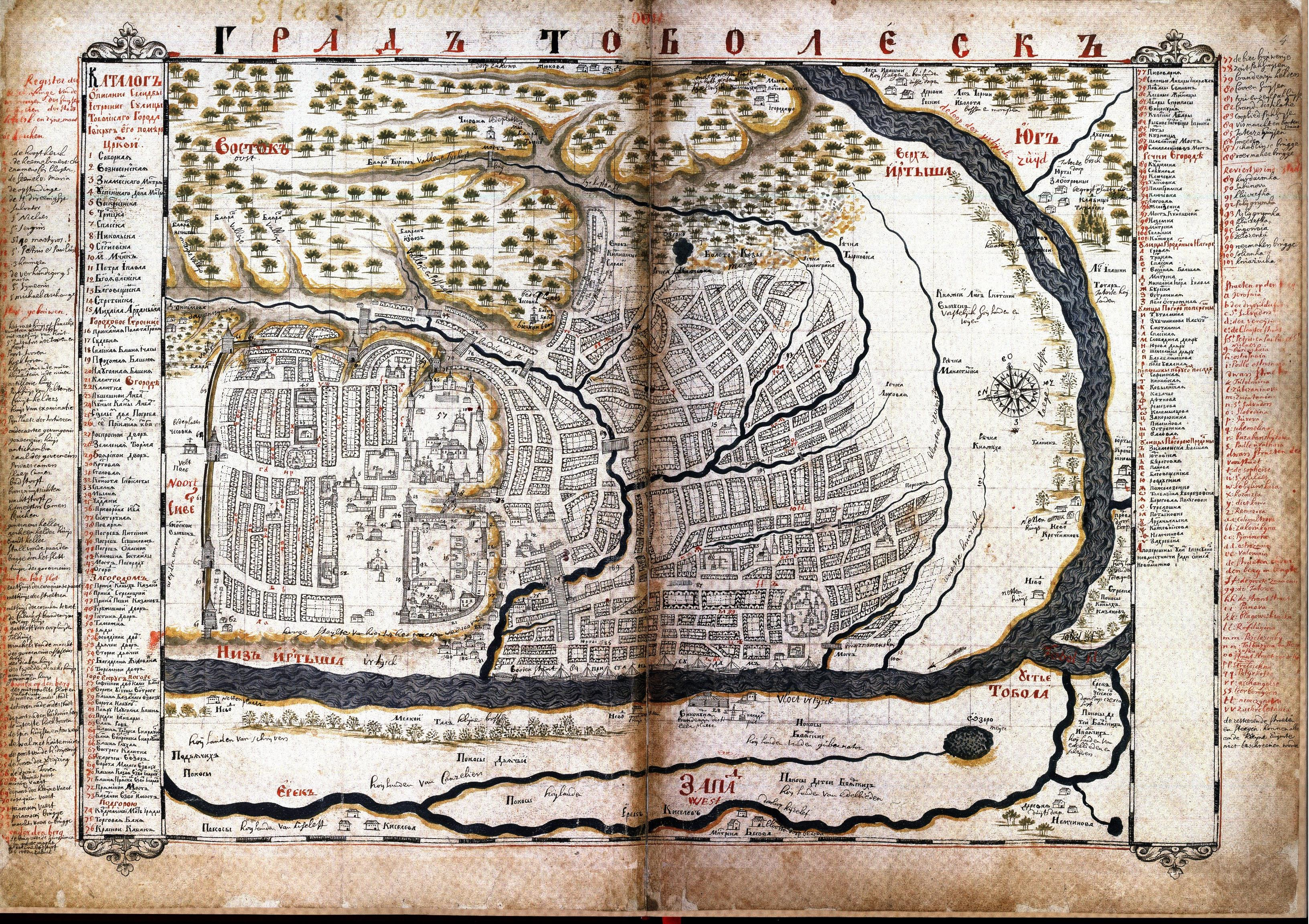
Карта из «Чертежной книги Сибири» С.Ремезова. 1701 год.

### Война с Кучумом

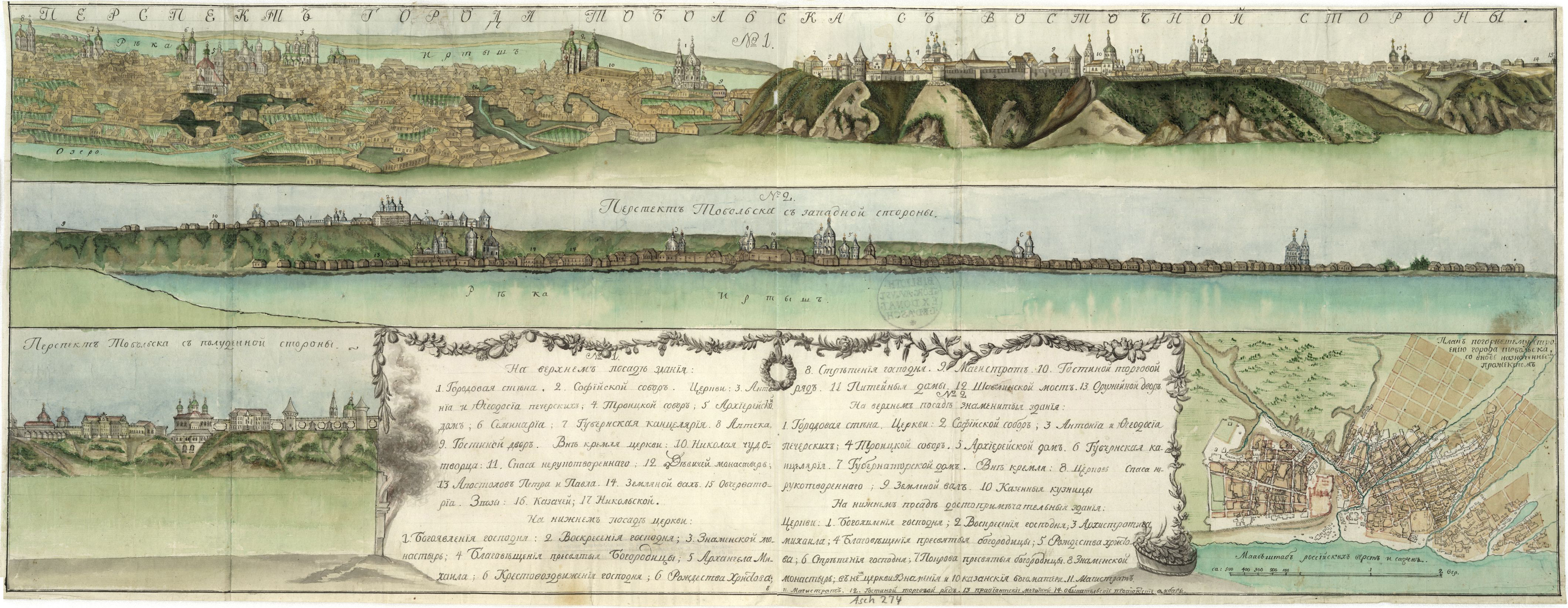
Панорама Тобольска, 1750 год

Рост военной опасности со стороны Кучума заставил Строгановых усилить охрану своих городков и деревень. Для этого они наняли вольных казаков с Волги и Яика во главе с атаманом Ермаком.

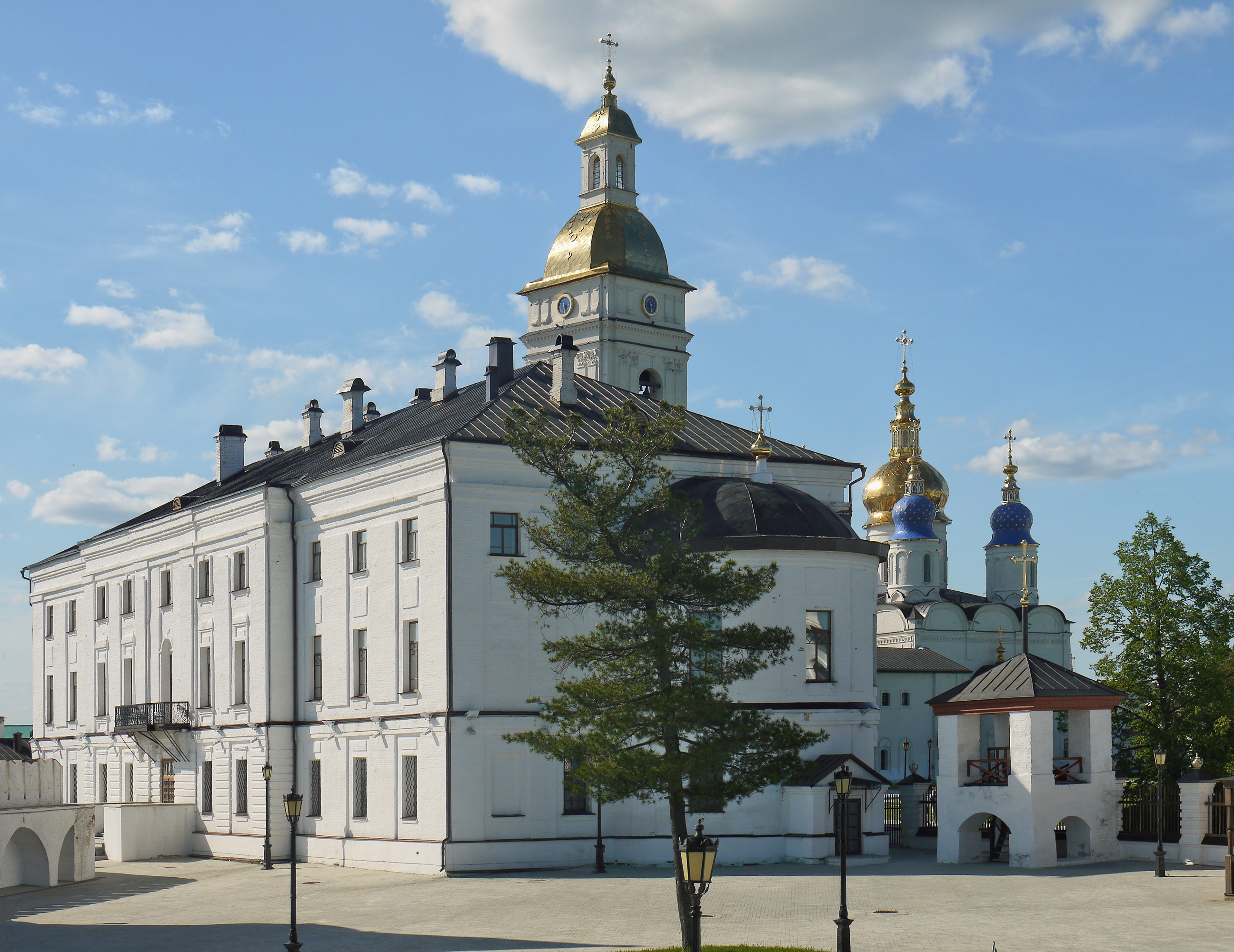
Архиерейский дом (построен в 1775 г.). Бывшая резиденция Духовенства Тобольской губернии. Ныне здание в совместном владении РПЦ и Тобольского музея-заповедника

В начале сентября 1582 года отряд Ермака двинулся на стругах по Чусовой и её левым притокам, переправился на реку Тагил, а с неё спустился в Туру. После мелких стычек с татарами казачья дружина по Тоболу вышла к Иртышу. На правом берегу реки 23 октября произошла знаменитая битва на Чувашском мысу, в которой Кучум был разбит и с остатками войск ушёл на юг. Ермак без боя вошёл в Кашлык 26 октября. Многие сибирские племена сразу признали власть русских, на их сторону перешли и многие татарские феодалы.
Кучум не оставил надежды вернуть себе власть, вступая в стычки с русскими. В ночь на 6 августа 1585 года в одном из таких боёв на реке Вагай погиб Ермак. Остатки казачьей дружины и присоединившихся к ним стрельцов на стругах спустились вниз по Иртышу и старым Печорским путём возвратились на Русь.
Кашлык занял старший сын Кучума Алей. Однако восстановить Сибирское ханство он не смог.
В 1586 году царь отправил в Сибирь воевод с казаками и стрельцами. Пройдя тем же путём, что Ермак, они вышли на Туру и 29 июня заложили город Тюмень.

### Закладка тобольского острога
Весной следующего года оттуда выступили воинские люди под командой письменного головы Данилы Чулкова. Они и заложили «с великим поспешением» на правом берегу Иртыша, на «велице горе Алафейской», в трёх верстах по течению от Чувашского мыса, острог, названный Тобольским.

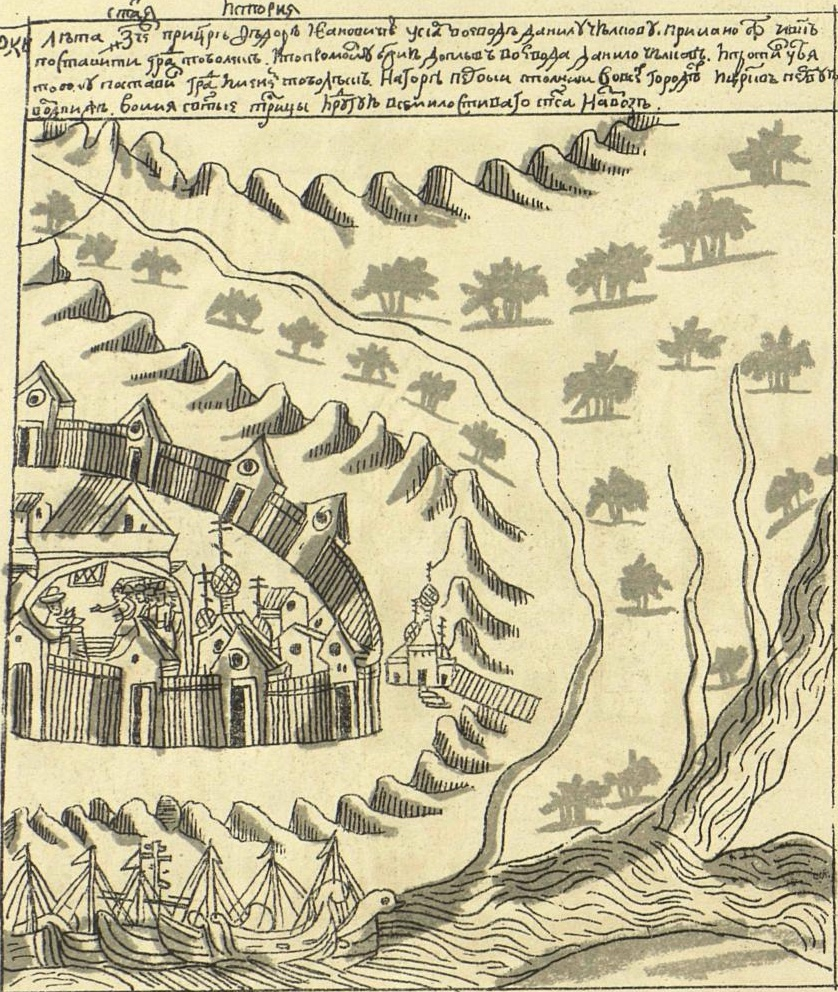
Основание Тобольска, Ремезовская летопись, XVII в.

Это произошло летом 1587 года по основной версии в 17 км от татарского поселения Сибирь (Кашлык, Искер) (столицы Сибирского ханства), ниже по Иртышу и ближе к устью Тобола. По преданию, Тобольск основан в праздник Св. Троицы. Первой городской постройкой стала Троицкая церковь, а мыс был назван Троицким. Основателем Тобольска считается воевода Данила Чулков. 
По сообщению Строгановской летописи, воевода «…пришед в Сибирскую землю…татарове же сего убояшася русских вой много пришествия, избегоша от града своего, иде же прежде сего быть в Сибири татарский их городок стольный усть Тобола и Иртыша иже именуемый Сибирь, оставиша его пуста. Рустии же вои придоша и седоша в нём и утвердивше град крепко, иде же бо ныне именуемый Богоспасаемый град Тоболеск.»  «Видевъ же Кучюмъ царства своего конечное лишеніе и разореніе всемъ, бежавъ изъ града своего Кашлыка, оже Сибирь зовома». Летописец связывает воедино город Кашлык (Сибирь) и Тобольск, т.е. говорит об одном месте. В двух других летописях говорится о определённом расстоянии Тобольска и Кашлыка.

Есиповская летопись: «В лето 7095-го … послан с Москвы ево, государев, воевода Данило Чюлков со многими воинскими людми. По повелению государьскому доидоша до реки Иртиша, от града Сибири пятнацать [верст] поприщь. Благоизволи ту и просветити место во славословие Отцу и Сыну и Святому Духу: вместо сего царствующаго града причтен Сибири. Старейшина бысть сей град Тоболеск, понеже бо ту победа и одоление на окаянных бусормен бысть, паче ж и вместо царствующаго града причтен Сибири.»

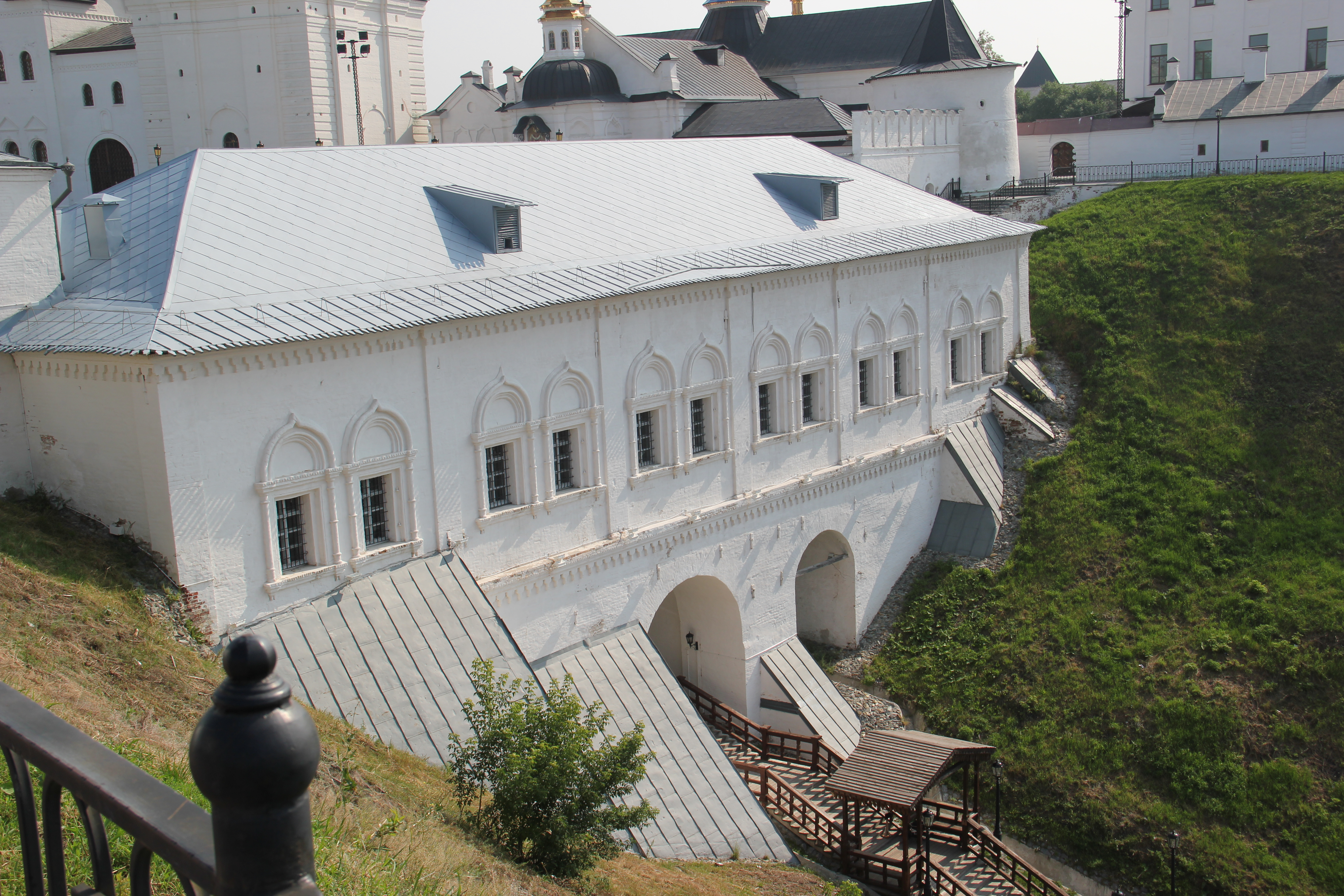
Рентерея (Шведская палата) (построена в 1714 г.)

Погодинская летопись: «В лето 7095 … послан в Сибирь с ратными со многими людми его государев воевода Данило Чулков. … доидоша до реки Иртища, от града же Сибири вниз 12 [верст] поприщ. … И на сем же прекрасном месте поставиша град и нарекоша имя ему Тоболеск, ради реки Тоболы. … И паче же сей Тоболеск вместо царствующаго града Старой Сибири именовася и препрослыся начальным [главным] градом.»
Кунгурская летопись: «Лета 7095, при царе Феодоре Иоанновиче, указъ воеводе Данилу Чюлкову, прислано 500 человекъ поставити градъ Тоболескъ. И по промыслу Божію, доплывъ воевода Данило Чюлковъ, и противъ устья Тоболу поставилъ градъ, именемъ Тоболескъ, на горе, первый столной во всехъ городехъ, и церковь первую воздвиже во имя святыя Троицы, и другую Бсемилостивато Спаса на звоз.»
Тобольский острог стал вторым в Сибири (Тюменский острог, далее выполнявший транзитные и оборонительные функции, был заложен на год раньше). Символическим актом, означавшим передачу власти над Сибирью от старой ханской столицы к Тобольску, стало пленение воеводой Чулковым в Тобольске последнего сибирского царя Ораз-Мухаммеда.

### Дата основания города
По-видимому, впервые вопрос о дате основания Тобольска был поднят в 1887 году, накануне 300-летия города. Вопрос решала комиссия в составе тобольского губернатора В. А. Тройницкого, любителя старины губернского прокурора К. Б. Газенвинкеля и ещё ряда лиц. Комиссия обратила внимание на то, что летопись в точности не указывает дня основания Тобольска, и предположила, что оно имело место между праздником Вознесения Господня (у южных славян называется Спасов день) и Днём Святой Троицы, то есть между 25 мая и 4 июня 1587 года. Поскольку юбилей города решили совместить с 50-летием посещения Тобольска императором Александром II (данное событие случилось 2 (14) июня 1837 года), то празднование проходило 2-4 июня 1887 года.
Ряд исследователей (К. М. Голодников, В. К. Андриевич, О. Н. Вилков) обращают внимание на то, что в Черепановской летописи в качестве первых городских зданий указаны Троицкая и Спасская церкви, в память об основании города на эти праздники. Согласно расчётам О. Н. Вилкова, в 1587 году праздник Троицы приходился на 4 (14) июня, а праздник Спаса на 6 (16) августа. При этом Троицкая церковь была возведена в остроге, а Спасская вне города. Из чего историк сделал вывод, что «сам острог и здания внутри него были закончены к 4 (14) июня». В пользу версии Вилкова говорит и то обстоятельство, что в 1587 году 4 июня и 6 августа выпали на воскресенье, а именно в воскресенье обычно происходило освящение православных храмов. Мнения о том, что датой основания Тобольска должно считаться 14 июня 1587 года (по григорианскому календарю), придерживается также сайт Президентской библиотеки имени Б. Н. Ельцина.
Имеются и альтернативные гипотезы. Так, В. И. Кочедамов утверждал (без обоснования своей позиции), что город построен в период с 4 июля по 6 августа 1587 года. В. И. Сергеев считал, что Тобольск был основан 25 мая (5 июня) 1587 года, то есть он склонен отождествлять Вознесеньев день и Спасов день.

### Центр освоения Сибири
С 1590 года Тобольск становится разрядным городом и центром русской колонизации Сибири — так называемой «столицей Сибири», что было официально закреплено петровской реформой 1708 года, когда Тобольск назначен административным центром самой большой в России Сибирской губернии, включавшей территорию от Вятки до Русской Америки.
1593 год – начало ссылки в Сибирь: Пелым принял первых поселенцев из города Углича, сосланных туда за свидетельство по делу об убиении царевича Димитрия. В этом же году в Тобольск прибыл сосланный Углицкий медный колокол – в наказание за возмущение жителей Углича при кончине царевича Димитрия (вес колокола – 19 пудов 20 фунтов).
Заинтересованный в Сибири Пётр I покровительствовал городу, желая придать её столице «представительную внешность». Его указом в Тобольске строят здания Приказной палаты и Гостиного двора.
В 1668 году учреждена Сибирская митрополия: в Москву был вызван архиепископ Тобольский Корнилий, где и был возведен в сан митрополита царствующего града Тобольска и всея Сибири. Это была четвертая митрополия в России, после Новгородской, Казанской и Астраханской.
В 1711 году в город приезжает первый сибирский губернатор — князь М. П. Гагарин. При нём строительство в городе пошло значительно быстрее. В городе и его окрестностях появились крупные по тем временам предприятия: Казённый завод, писчебумажная и стекольная мануфактуры, кожевенный, свечные и салотопенные заводы. Был и свой оружейный завод. Самую большую славу и богатство принёс Тобольску XVIII век. С развитием горной промышленности через Тобольск в Москву на монетный двор стали поставлять золото и серебро, а на городском рынке появилось в продаже песочное золото. Через город проходил Сибирский тракт, придававший Тобольску значение торгового центра. На собственные средства Тобольск содержал два полка — Московский и Санкт-Петербургский, в дальнейшем переименованные в Енисейский и Тобольский полк, офицерами которого были небезызвестные Василий Татищев и «арап Петра Великого» Ибрагим Ганнибал.

#### Летописание и картография
Помимо выполнения важных административных функций, Тобольск внёс огромный вклад в развитие отечественной культуры.
Здесь в первой трети XVII века началось сибирское летописание. Первая общесибирская летопись была написана подъячим Софийского дома Саввой Есиповым. Ему же принадлежит «Повесть о городах Таре и Тюмени», в которой описан эпизод «обереговой» службы русских людей на южной границе. В Тобольске обобщались сведения о вновь открытых землях, о народонаселении и географии Сибири. В конце 1660-х годов там был выполнен «Чертёж всей Сибири, збиранный в Тобольске».
В конце XVII — начале XVIII века служилые и приказные люди создали ряд замечательных городовых летописей: «Книга записная», «Описание о поставлении городов и острогов в Сибири», «Записки к сибирской истории служащие», «Летописец Тобольский о Сибирской стране», «Сибирский летописец».
В то же время в Тобольске жил и творил выдающийся деятель русской культуры, картограф, архитектор и историк С. У. Ремезов — автор «Чертёжной книги» Сибири, состоявшей из 24 карт и 18 городовых чертежей, и первого русского географического атласа «Хорографическая чертёжная книга» на 175 листах. И именем Ремезова связано строительство единственного каменного кремля в Сибири. Он оставил свой след в литературе летописью «История Сибирская», стихами «Победа на Кучума царя».

#### Театр и литература
Известия о первых театральных постановках в городе датируются 1705 годом, когда Пётр I только намеревался восстановить театр в столице. А построенное в 1899 году здание Тобольского драмтеатра (сгоревшее в 1990 году) считалось даже архитектурным шедевром как единственное деревянное здание театра в СССР.
В 1789 году в Тобольске появился один из первых в провинции и первый в Сибири литературный журнал — «Иртыш, превращающийся в Иппокрену». По своей сатирической направленности он был близок к журналистике Н. И. Новикова. В 1792-94 годах учителем философии и красноречия в духовной семинарии работал будущий историк Сибири, публицист П. А. Словцов. Вокруг него сложился кружок вольнодумцев, но в феврале 1794 года глава кружка был арестован и заточён в Валаамов монастырь. Он вернулся из ссылки в 1820-е годы, написав в Тобольске «Историческое обозрение Сибири».
Преобразованная из главного народного училища в 1810 году Тобольская мужская гимназия стала первой в Сибири (следующая, Томская, была открыта 28 лет спустя).

## Место ссылки
С Тобольска начиналась также знаменитая «сибирская ссылка». Первым ссыльным стал угличский колокол, поднявший народ на восстание после загадочной смерти царевича Дмитрия, младшего сына Ивана Грозного и единственного законного наследника царя Фёдора Иоанновича. Угличский колокол вернулся из тобольской ссылки только в XIX веке.
В 1617 году в Тобольск была сослана несостоявшаяся царская жена Мария Хлопова.
В 1653—1654 годах в Тобольске отбывал ссылку протопоп Аввакум.
В 1660-70 годах в Тобольске жил выдающийся славянский мыслитель хорват Юрий Крижанич, написавший здесь свои основные сочинения «Политика» и «О промысле». После отъезда из России он подготовил сочинение «История о Сибири» — своеобразную энциклопедию знаний о северо-восточной Азии для европейского читателя.
Со второго десятилетия XVIII века Тобольск становится местом пребывания военнопленных шведских солдат и офицеров. Шведы принимали активное участие в каменном строительстве, внесли существенный вклад в культурную жизнь города того периода. В их честь одно из зданий тобольского Кремля — Рентерея имеет второе название «Шведская палата».
С 19 (20) декабря 1790 года по 30 июля 1791 года по пути в ссылку в Восточную Сибирь в Тобольске задержался А. Н. Радищев.
Для следующих поколений ссыльных Тобольск был уже перевалочным пунктом, с которого для них начиналась Сибирь. Печальную известность приобрела Тобольская каторжная тюрьма, через которую в разное время проследовали этапом Фёдор Достоевский, Владимир Короленко, Николай Чернышевский и другие известные люди.
В 1870-80-е годы в тобольскую ссылку попали народники и члены первых рабочих союзов. Под их влиянием в городе в 1885 году возникла первая народническая организация. В 1899 году возник и первый марксистский кружок.

## Губернский центр

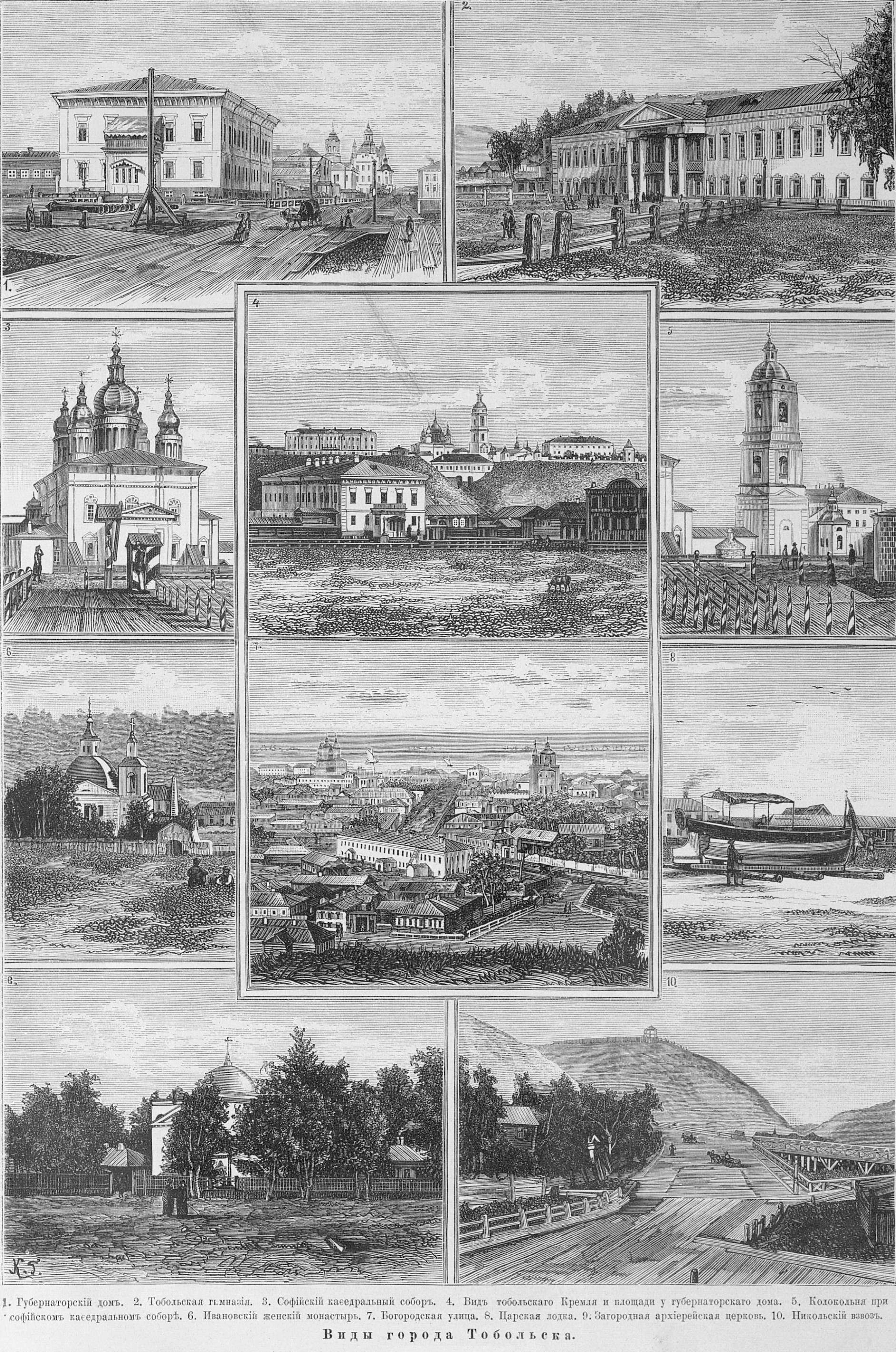
Виды Тобольска, 1879 год

В середине XVIII века в Тобольске проживало более 15 тысяч жителей. Особенно быстро росло ремесленное население — этим промыслом занималось более тысячи тоболяков. Наиболее развитыми были кузнечное, кожевенное и строительное дело.

### Мануфактуры и торговля
Первым предприятием мануфактурного типа был основанный по указу Петра Первого Оружейный двор, куда приехали набранные в Туле и Суздале мастера. Они изготавливали фузеи, мушкеты, тесаки, палаши, шпаги и пальмы (рогатины).
Летом 1703 года в Тобольске начали вырабатывать селитру для пороха.
Оружейный двор проработал до 80-х годов XVIII века, но после его закрытия оружейные мастера переключились на изготовление охотничьих ружей, которые успешно продавались на Ирбитской ярмарке. В 1792 году в Тобольске работали 26 виновочников и 5 мастеров ружейных лож.
В 1744 году купцы Медведевы основали на речке Суклеме писчебумажную фабрику, занимавшую по выпуску продукции 11-е место среди 19 российских аналогичных предприятий. Позднее мануфактуру приобрёл купец В. Я. Корнильев, прадед по матери великого учёного Д. И. Менделеева. Корнильевым принадлежал и стекольный завод, построенный в 1751 году на речке Аремзянке и просуществовавший сто лет.
В начале 1790-х годов в Тобольске появились полотняная и шёлкоткацкая мануфактуры.
В XVIII веке город был крупным торговым центром: в 1750 году через его таможню прошли 208 купцов из 33 местностей России, а также Сибири, Бухары, Джунгарии и Казахской орды. Для иногородних и иноземных купцов в 1703—1708 годах был сооружен каменный двухэтажный Гостиный двор. В 1750-е годы был выстроен второй гостиный двор.

### Укрепление власти[1]
В 1770-х годах до Тобольска докатилась волна Пугачёвского восстания. В октябре 1773 года в городе были схвачены и публично казнены пугачёвские агитаторы — казаки Василий Гноенко, Степан Певцов, Иван Серединин и поп-расстрига Никифор Григорьев. Губернатор ввёл комендантский час, улицы патрулировали конные разъезды.
В 1782 году в Сибири были созданы два наместничества — Тобольское и Иркутское. В Тобольске появились казённая палата, палаты гражданского и уголовного судов, верхний земский суд. Судопроизводством и управлением в городе ведали губернский и городской магистраты. В 1790 году последний сменили городская дума и городской голова. Должность городского головы обычно занимали крупные купцы.
В 1796 году наместничества были упразднены, и Тобольск снова стал главным губернским городом.

### Каменное строительство[1]
Первое в Тобольске и в Сибири каменное здание было построено в 1674 году — жилая палата митрополита Корнилия, уничтоженная пожаром спустя 3 года.
В 1683-86 годах был воздвигнут Софийский собор, хорошо сохранившийся до наших дней.
Тогда же была построена одноярусная колокольня, позднее — двухэтажный митрополичий дом и «Святые ворота» с церковью Сергия Радонежского над ними.
В 1693-99 годах эти сооружения составили комплекс Софийского двора, опоясанного каменной стеной с башнями.
9 мая 1700 года закладкой приказной палаты началось строительство кремля, продолжавшееся с перерывами до 1717 года. Кроме упомянутых палаты и Гостиного двора были построены парадные южные ворота с палатой-рентереей над ними (1714—1717), часть крепостной стены с башнями.
Новый подъем каменного строительства пришелся на середину и вторую половину XVIII века. В конце 1730-х годов была реконструирована построенная еще в 1690-е годы Богоявленская церковь у Прямского взвоза на нижнем посаде, в 1740-70 годах выстроены Рождественская (1744—1761 гг), Андреевская (1744—1759), Михаилоархангельская (1745—1759), Крестовоздвиженская (1754—1771), Захарьевская (1759—1776) и другие церкви в стиле сибирского барокко.
Были сооружены также каменные общественные и жилые здания: магистрат (1754—1757), трёхэтажный дом купцов Владимировых (1760), дома купцов Шевыриных и Худякова, архиерейский дом на Софийском дворе (1773), госпиталь у земляного вала (1776).
Самым крупным сооружением этого периода стала пятиярусная колокольня Софийского собора, построенная мастерами П.Савиным и К.Калмыковым по проекту архитекторов А.Гучева и Ф.Уткина.

### Развитие образования[1]
В 1701—1702 годах в Тобольске открылась первая в крае светская школа «тобольских дворян и детей боярских и иных чинов», а год спустя — духовная школа для детей церковнослужителей, преобразованная в 1748 году в духовную семинарию.
В 1716 году была учреждена цифирная школа (после 1732 года — гарнизонная).
В 1750 годах начала работать геодезическая школа, в 1761—1763 годах — школа татарского языка, готовившая кадры для дипломатических и торговых сношений с соседними странами.
В 1789 году было учреждено главное народное училище (с 1810 года — гимназия).
В XIX веке Тобольск занимал первое место среди сибирских городов по числу учебных заведений. Во второй половине этого столетия в городе открылись Мариинская женская школа (1854), ремесленная (1876), ветеринарно-фельдшерская и повивальная (1878) школы, мореходный класс (1883).

## Утрата влияния
Судьба многих сибирских городов-первопроходцев зависела от переноса трасс дорог. Постепенный упадок Тобольска связан с целым комплексом факторов, главный из которых — перенос Сибирского тракта в 1838 году от Екатеринбурга на Тюмень, Ялуторовск и Ишим. Причиной переноса было изменение характера освоения Сибири, сдвиг населения и экономической жизни на юг, в лесостепь.
В 1839 году из Тобольска в Омск были переведены главное управление Западной Сибири и краевые учреждения. За весь XIX век население города выросло едва ли на 5 тысяч человек. Пришли в упадок некогда богатые торговые дома Корнильевых, Кремлёвых, Пиленковых. Упало ремесленное производство, из мануфактур сохранилась только писчебумажная. К концу века только на двух заводах из 17 стояли паровые машины.
В 1870 году купцы Плотников, Горский и Шишкин основали товарищество «Дружина» для пароходного плавания по Оби и Иртышу.

## Тобольск в XX веке
В XX веке город получил известность как административный центр родной губернии Григория Распутина.
В годы I мировой войны тоболяки массово шли добровольцами на фронт.
После Февральской революции Тобольск стал местом ссылки (с 13 августа 1917 года по 13 апреля 1918 года) последнего бывшего российского императора Николая II и его семьи.

### После революции
Поскольку в Тобольске отсутствовал пролетариат и не было значительного политического движения, большевистский городской совет был избран здесь только 6 апреля 1918 года. Однако уже 19 июня город захватили белогвардейцы, которые полтора года были здесь полновластными хозяевами. Осенью 1919 года город взяла 51-я стрелковая дивизия под командованием В. К. Блюхера.
В январе 1920 года были национализированы рыбные промыслы и консервная фабрика торгового дома Плотникова, винокуренный и водочный заводы Сыромятникова, паровой речной флот.
Однако вскоре Тобольск стал центром крупнейшего в истории России народного выступления против большевиков — крестьянского восстания в Сибири 1921—1922 годов, послужившего поводом для перехода от продразвёрстки к продналогу.
До перехода к НЭПу в Тобольске числилось 48 промышленных заведений с 1059 рабочими, в том числе 15 кожевенных, 21 пищевое, 2 швейных, 4 строительных. В 1924 году был образован Тобольский промкомбинат, в который вошли все государственные предприятия местного значения. К 1926 году в его составе действовали 2 лесопильни, пивоваренный и фруктовый заводы, колбасная мастерская, кожевенный завод, механическая мастерская и винокуренный завод.
Была реорганизована школа, налажена подготовка учителей для ликвидации безграмотности.

### Развитие экономики и социальной сферы
Исторически и географически Тобольск всегда был связан с Севером, поэтому здесь развивались отрасли, связанные с переработкой его продукции и ресурсов: рыбопереработка, лесная и деревообрабатывающая промышленность, речное судостроение и судоходство. К 1938 году в городе действовало 49 промышленных предприятий, в том числе 36 государственных и 13 кооперативных. На них было занято 2569 рабочих и служащих.
Тобольск готовил кадры для Севера: к 1940 году специалистов выпускали учительский институт, три педагогических училища, зооветеринарный и рыбопромышленный техникумы, фельдшерско-акушерская школа, школа советских кадров, две школы фабрично-заводского ученичества (ФЗУ).
С введением всеобщего обязательного образования в городе расширилась школьная сеть: к 1940 году она включала 6 начальных, 7 неполных средних и 3 средние школы, в которых обучалось около 6 тысяч детей и подростков. 530 малышей воспитывалось в детских садах.
Учреждения здравоохранения были представлены окружной больницей и поликлиникой, больницей и поликлиникой водников, женской и детской консультациями, заново была создана санитарно-эпидемиологическая служба.

### В годы 2 мировой войны
В первые 17 военных месяцев более половины коммунистов Тобольска направились в действующую армию. К лету 1943 года на фронт ушли 1800 тобольских комсомольцев. Они защищали Москву и Ленинград, советское Заполярье, освобождали от фашистов родную землю и европейские страны. Более пяти тысяч тоболяков награждены за проявленные мужество и героизм.

#### Герои Советского Союза — тоболяки
- Кошкаров Григорий Никифорович (15.02.1924 — 11.07.1943) — лейтенант, командир огневого взвода противотанковых орудий, погиб на Курской дуге.
- Мельников Алексей Иванович (14.10.1918 — 6.02.1945) — рядовой, разведчик, погиб в боях на Одере (ныне Польша).
- Звягин Александр Евстафьевич (23.10.1922 — 26.03.1991) — лейтенант, старший лётчик 208-го штурмового авиационного Станиславского орденов Суворова и Кутузова полка. Награждён в 1946 году за мужество и героизм, совершенные за 152 успешных боевых вылета.
- Логунов Александр Никитич (10.09.1926 — 6.12.1968) — рядовой, наводчик паротивотанкового ружья, в бою возле деревни Глобеле Шакяйского района Литвы, обороняя занятый плацдарм, меткими выстрелами подбил 5 немецких танков.
- Чарков Тимофей Никитович (1.09.1921 — 25.12.1999) — младший лейтенант, командир взвода. Награжден за форсирование Днепра 26 сентября 1943 года, когда его взвод в течение двух суток удерживал занятый плацдарм и отразил 8 контратак противника.

В городе была организована подготовка боевых резервов для фронта: снайперов, радистов, бронебойщиков, сапёров, автоматчиков и шоферов готовила школа Осоавиахима, фельдшеров и санинструкторов — фельдшерско-акушерская школа, офицеров-артиллеристов — эвакуированная в Тобольск из Ленинграда артиллерийская школа.
В промышленности и на речном флоте места ушедших на фронт мужчин заняли женщины и подростки. В составе флота и береговых служб Нижнеиртышского речного пароходства количество женщин удваивалось каждый год (с 543 в 1941 году до 1100 в 1942 году и 2135 в 1943 году), дойдя то трети всего личного состава. 4600 подростков пришли в ремесленные училища и ФЗУ. Они становились рулевыми и мотористами на флоте, слесарями, связистами, столярами.
В Тобольск были эвакуированы Институт народов Севера из Ленинграда, частично Московский и Астраханский рыботехнические институты, Днепропетровское музыкальное училище, Одесское ремесленное училище связи, Всероссийский НИИ рыбного хозяйства, Запорожский театр музыкальной драмы, детские дома из Ленинграда, Москвы и Новочеркасска.
С июля 1941 года тоболяки включились в сбор средств для обороны, на которые были построены подводная лодка «Водник Сибири», самолёты-истребители «Тоболяк» и «Тобольский комсомолец», танки «Малютка», «Омский вузовец», бронепоезд «Омский мопровец». За годы войны жители города собрали для постройки военной техники более 15 млн рублей, они шефствовали над освобожденной от захватчиков Запорожской областью Украины.

### Послевоенные годы
В конце 1940-х и начале 1950-х годов Тобольск оставался небольшим городом, экономическое развитие которого ускорилось в 1960-е годы, когда были построены завод железобетонных изделий, ковровая фабрика, судоремонтный завод, льнозавод, мясокомбинат, автовокзал.
Развитие нефтепромыслов Западной Сибири повысило значение Тобольска: в октябре 1967 года в город прибыл первый рабочий поезд по строящейся железной дороге Тюмень-Сургут. Первоначально вагоны переправлялись через Иртыш на пароме, а в 1969 году был построен железнодорожный мост на правый берег реки.
В 1968 году было создано Тобольское нефтепроводное управление, отвечающее за эксплуатацию насосных станций нефтепровода Усть-Балык — Омск на участке от Увата до Омска.
Жизнь города кардинально изменило строительство нефтехимического комбината, начатое в 1974 году для переработки ценного сырья — нефтяного попутного газа. Для его обеспечения сырьем и материалами был значительно расширен и модернизирован Тобольский речной порт.
Значительно выросло население города — только на строительстве комбината максимально трудилось 12 тысяч человек. За 15 лет интенсивного промышленного развития (1970—1985) количество тоболяков выросло с 56,3 до 96,3 тыс. человек. К северу от исторического центра был построен практически новый благоустроенный город, однако старая городская застройка стала хиреть, поскольку в этой части города не строились сети водопровода и канализации, люди не хотели там жить.
В 1990-е годы градообразующее предприятие — Нефтехимический комбинат — оказалось на грани банкротства из-за недостатка сырья и обветшания производственных фондов. Однако сотрудничество с компанией СИБУР, а затем и включение в нее сделали это предприятие лидирующим нефтехимическим производством России.

## Современность
В городе активно развивается сфера туризма и промышленности. Также в городе размещается Тобольско-Тюменская епархия и Тобольская Духовная Семинария РПЦ ещё с тех пор, когда город был центром Тобольской губернии.
Тобольск с его архитектурой и природными ландшафтами давно стал важнейшим туристическим центром Сибири. Присутствуют многочисленные архитектурные, культурно-исторические маршруты с отдыхом на реке Иртыш, Тоболе, также в загородных лагерях и базах отдыха, спортивных и культурных центрах.
В рамках региональной туристической программы в Тобольске идут многочисленные реставрационные работы памятников архитектуры. Отреставрирован Тобольский кремль. Многое сделано в Знаменском и Иоанно-Введенском монастырях. Осуществлены работы по созданию дренажной системы нижнего посада города.
В последние годы получил дальнейшее развитие Тобольский нефтехимический комбинат, строятся новые технологические установки, вводятся в эксплуатацию новые продуктопроводы, которые на долгую перспективу обеспечат Тобольск необходимыми поставками сырья. В 2013 г. было построено и запущено в эксплуатацию новое крупнейшее в России производство полипропилена Тобольск-Полимер. Переходит в практическую плоскость государственная программа по созданию в Тобольске газохимического комплекса (одного из крупнейших в мире). Для этого необходимо кратное увеличение численности населения города, так как уже сегодня в городе наблюдается дефицит квалифицированных специалистов. Решается эта проблема строительством жилья. В связи с этим, сегодня Тобольск — это одна большая строительная площадка.
Город Тобольск 10 июля 1987 года Указом Президиума Верховного Совета СССР был награждён орденом «Знак Почёта»

## История статуса

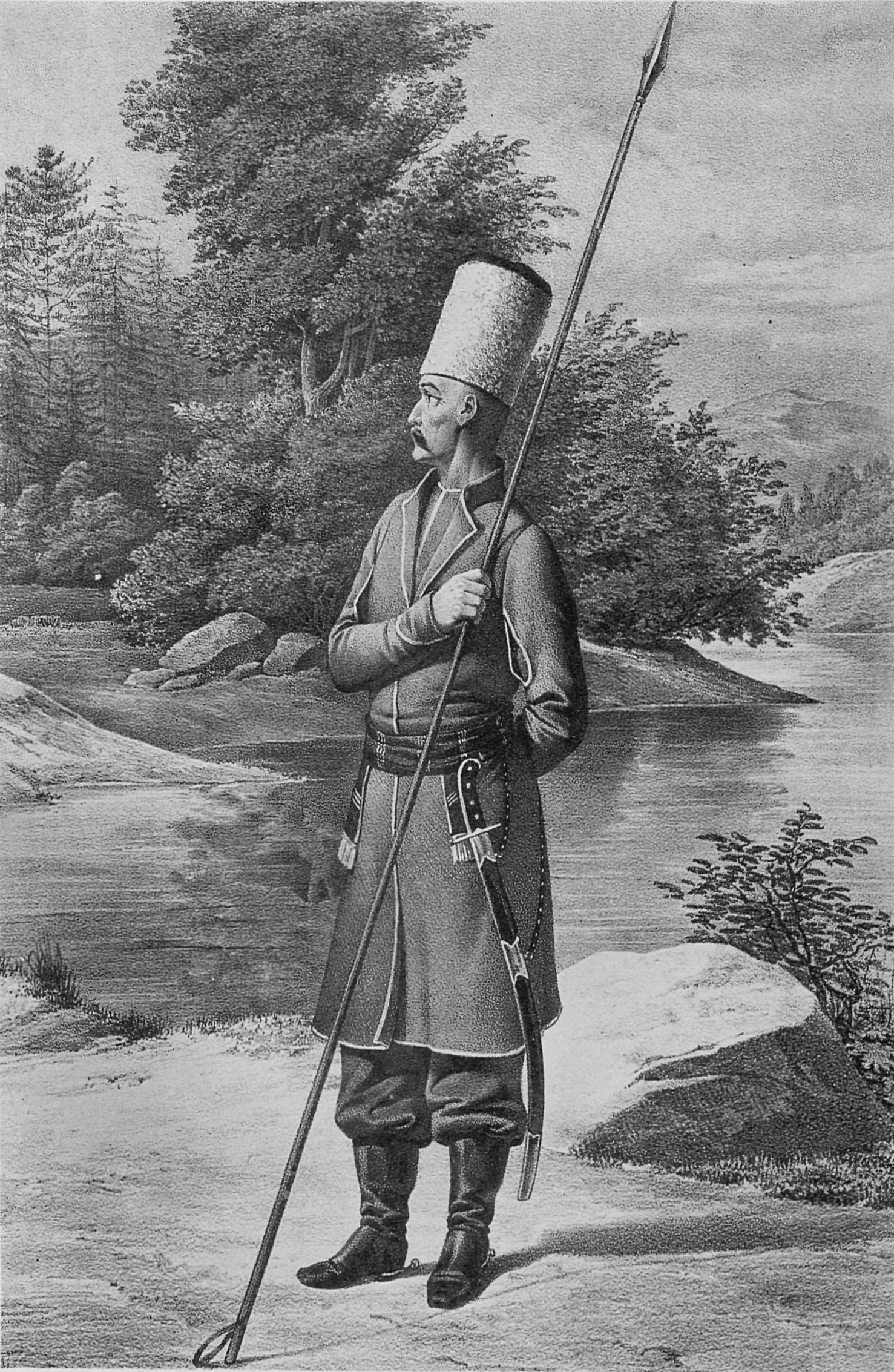
Тобольский казак, 1774 год.

В 1587—1590 гг. — город, зависимый от разрядных тюменских воевод.
С 1590 г. — центр Тобольского разряда (включал все города Сибири до 1629 г., до 1708 охватывал преимущественно города Западной Сибири).
С 1596 — место хранения Большой Государевой печати. Тобольские воеводы, формально будучи разрядными воеводами только для большинства западносибирских городов, решали широкий круг общесибирских вопросов и пользовались среди воевод сибирских городов особым авторитетом.
В 1708 (1712)-1764 гг. — центр Сибирской губернии (в том числе до 1727 г. губерния включала Вятскую и Соликамскую провинции).
В 1764 г. выделена Иркутская губерния, Тобольск в 1764—1782 гг. — центр губернии (в разных вариантах Сибирской или Тобольской) в составе Енисейской и Тобольской провинций.
В 1782 г. выделены Колыванское (гл. обр. Алтайские заводы) и Пермское (от Сибирской губернии отошли Екатеринбургский горный округ и Верхотурский уезд) наместничества, город — центр Тобольского наместничества (с 1797 — Тобольская губерния), включавшего территории Западной и Восточной Сибири.
В 1804 г. выделена Томская губерния, а Тобольская губерния приобретает границы, близкие к нынешним границам Тюменской области.
В 1822—1838 годах — центр Западно-Сибирского генерал-губернаторства.
С 5 апреля 1918 по 3 ноября 1923 — уездный город Тюменской губернии. В период Временного сибирского правительства Колчака с лета 1918 до августа 1919 — вновь губернский город.
С 3 ноября 1923 по 7 января 1932 года — центр Тобольского округа Уральской области (включал территории всего Среднего и Нижнего Приобья).
После организации Ханты-Мансийского и Ямало-Ненецкого национальных округов (1931) Тобольск остался районным центром.
С 10 декабря 1935 по 14 августа 1944 года — центр Тобольского округа Омской области в составе Тобольского, Ярковского, Вагайского, Дубровинского и Уватского районов. С 1937 года к этим районам добавился шестой, Байкаловский.
С 14 августа 1944 года, в связи с образованием Тюменской области — город областного подчинения и районный центр.
18 июня 1959 года в административное подчинение Тобольского горсовета включён рабочий посёлок Сумкино.
12 ноября 1979 года — в адм. подчинение Тобольского горсовета включены р. п. Иртышский и р. п. Менделеево.
С 2005 года — муниципальное образование «город Тобольск», местопребывание администрации Тобольского муниципального района.